# Кизилжар (Кегенський район)
Кизилжа́р (каз. Қызылжар) — село у складі Кегенського району Алматинської області Казахстану. Входить до складу Ширганацького сільського округу.
У радянські часи село називалось Ширганак.
Населення — 50 осіб (2021; 46 у 2009, 55 у 1999, 103 у 1989).